# Landreva angustifrons
Landreva angustifrons är en insektsart som beskrevs av Lucien Chopard 1936. Landreva angustifrons ingår i släktet Landreva och familjen syrsor. Inga underarter finns listade i Catalogue of Life.